# Sankt Ilians katolska kyrka
Sankt Ilians katolska kyrka är en romersk-katolsk kyrkobyggnad belägen i centrala Enköping.

## Historik
Den kyrkolokal som nu är Sankt Ilian ägdes tidigare av pingströrelsen och Evangeliska frikyrkan och hade då namnet Enakyrkan. Då denna församling flyttade till nya lokaler, gavs det katolska stiftet förtur vid försäljningen för att bönelivet skulle garanteras en fortsättning. Kyrkan har fått sitt namn efter en 1200-talskyrka vars ruiner finns i närheten. "Ililan" är en försvenskning av hegonet Egidius namn.